# (72669) 2001 FF52
(72669) 2001 FF52 – planetoida z pasa głównego asteroid okrążająca Słońce w ciągu 5,67 lat w średniej odległości 3,18 j.a. Odkryta 18 marca 2001 roku.